# Densidad de energía
En física, la densidad de energía representa la cantidad de energía acumulada en una materia dada o en una región del espacio, por unidad de volumen en un punto. El concepto de unidad de energía se utiliza abundantemente en relatividad general y en cosmología, pues interviene implícitamente en las ecuaciones que determinan el campo gravitacional (las ecuaciones de Einstein), y está igualmente presente en la mecánica de medios continuos y en el campo del electromagnetismo.

## Densidad de energía en el almacenamiento de energía y los carburantes

Densidades de energía volumétrica y másica bruta de algunos combustibles

En las aplicaciones de almacenamiento de energía, la densidad energética hace referencia a la densidad de energía másica o a densidad de la energía volumétrica. Mientras mayor sea la densidad de energía, más energía habrá disponible para acumular o transportar por volumen o por masa dados. Esto tiene incidencia particularmente en el área del transporte (automóvil, avión, cohete...), tanto en la elección del combustible, como en los aspectos económicos, teniendo en cuenta la consumo específico y el rendimiento del grupo motopropulsor.
Las fuentes de energía de más alta densidad provienen de reacciones de fusión y de fisión, teniendo la fusión sólo cuatro veces más rendimiento que la fisión (del orden de un terajulio por varios gramos). En razón de los límites generados, la fisión se restringe a aplicaciones muy precisas, mientras que la fusión en continuo no ha sido dominada. El carbón, el gas y el petróleo son las fuentes de energía más utilizadas mundialmente, aún si tienen una densidad de energía mucho más débil (alrededor de 50 megajulios por kilogramo; v. gráfico); el resto se debe a la combustión de la biomasa, que tiene una densidad de energía todavía menor.

## Mecánica de medios continuos
En términos del análisis dimensional, la presión corresponde a una densidad de energía. En la teoría cinética de los gases, este hecho tiene una explicación simple: la presión es una medida de la energía cinética micróscópica (es decir debido a la agitación térmica) de las partículas que componen el gas. Si se denota T a la temperatura, m la masa de las moléculas, n la densidad de partículas y v la norma de la velocidad de cada partícula, se demuestra en efecto  que la presión p está ligada a la energía cinética media por:
{\displaystyle {\frac {1}{2}}m\langle v^{2}\rangle ={\frac {3}{2}}{\frac {p}{n}}}.
Esta expresión se puede reescribir de manera más explícita como
{\displaystyle 3p=nm\langle v^{2}\rangle },
o bien
{\displaystyle p=nm\langle v_{x}^{2}\rangle },
es decir que la presión está dada por el flujo de cantidad de movimiento según una dirección dada (aquí denotada x), es decir el producto {\displaystyle nmv_{x}} por la velocidad {\displaystyle v_{x}}. De hecho, un tal flujo de cantidad de movimiento es igual a la densidad de energía cinética, a menos de un factor, y de este modo a una densidad de energía.

## Electromagnetismo
En electromagnetismo, se define la densidad de energía electrostática y la densidad de energía magnetostática mediante las fórmulas (aquí dadas en el vacío):
{\displaystyle \rho _{\rm {es}}={\frac {1}{2}}\varepsilon _{0}E^{2}},
{\displaystyle \rho _{\rm {ms}}={\frac {B^{2}}{2\mu _{0}}}},
con E y B representando respectivamente el módulo del campo eléctrico y del campo magnético, y ε0 y μ0 la permitividad y la permeabilidad magnética. En referencia a la mecánica de medios continuos, estas densidades reciben a veces el nombre de «presión electrostática» y « presión magnetostática». Estas fórmulas se pueden combinar en una sola
{\displaystyle \rho _{\rm {EM}}={\frac {1}{2}}\left(\varepsilon _{0}E^{2}+{\frac {1}{\mu _{0}}}B^{2}\right)}.
En presencia de ondas electromagnéticas, estas fórmulas pueden utilizarse para calcular la densidad de energía asociada a las ondas, como en el caso de un gas de fotones. En particular, la densidad de energía asociada a un cuerpo negro de temperatura T dada se puede calcular, y es igual a:
{\displaystyle \rho _{\rm {CN}}={\frac {\pi ^{2}}{15}}{\frac {(k_{\rm {B}}T)^{4}}{(\hbar c)^{3}}}},
con kB, {\displaystyle \hbar } y c representando respectivamente la constante de Boltzmann, la constante de Planck reducida y la velocidad de la luz.
En este contexto, la presión de radiación se interpreta de manera microscópica como el empuje ejercido por un gas de fotones sobre un objeto, producto del traspaso de impulsión física.

## Campo escalar
En física teórica, la densidad de energía asociada a un campo escalar φ se escribe
{\displaystyle \rho _{\phi }={\frac {1}{2}}{\dot {\phi }}^{2}+{\frac {1}{2}}(\nabla \phi )^{2}+V(\phi )},
en donde el punto designa una derivada con respecto al tiempo. La densidad de energía presenta entonces un término cinético ({\displaystyle {\frac {1}{2}}{\dot {\phi }}^{2}}), un término de interacción ({\displaystyle {\frac {1}{2}}(\nabla \phi )^{2}}) y un término de potencial ({\displaystyle V(\phi )}). Esta fórmula está dada en unidades dichas «relativistas», en donde la constante de Planck reducida y la velocidad de la luz valen 1 y todas las demás  magnitudes físicas se escriben como potencias de una energía. En un sistema de unidades como el Sistema Internacional de Unidades, suponiendo un espacio-tiempo de cuatro dimensiones y un campo escalar con la dimensión de la energía, la densidad de energía será, teniendo en cuenta todas las constantes fundamentales
{\displaystyle \rho _{\phi }={\frac {1}{2}}{\frac {1}{\hbar c^{3}}}{\dot {\phi }}^{2}+{\frac {1}{2}}{\frac {1}{\hbar c}}(\nabla \phi )^{2}+{\frac {1}{\hbar c^{3}}}V(\phi )},
donde se ha supuesto -de manera algo arbitraria- que la normalización del término de potencial sigue el de la mecánica del punto material, donde la relación entre aceleración y potencial es de la forma {\displaystyle {\mathbf {a} }=-\nabla V}, lo que equivale aquí a considerar que, dimensionalmente, el potencial es homogéneo con el cuadrado de una energía dividida por un tiempo.

## Relatividad general
En relatividad general, las ecuaciones que determinan el campo gravitacional se deducen análogamente a la ecuación de Poisson en gravitación universal, a saber:
{\displaystyle \Delta \Phi =4\pi G\mu \,},
donde Δ representa el operador laplaciano, Φ el potencial gravitacional, G la constante de gravitación y μ la densidad de masa. En relatividad general, esta ecuación se reemplaza por un juego de ecuaciones más complejo: las ecuaciones de Einstein. En este contexto, una versión simplificada de estas ecuaciones revela que el potencial gravitacional Φ se reemplaza por la cantidad adimensional Φ/c2 y la masa volumétrica por la densidad de energía. Así, la nueva ecuación de Poisson queda de la forma:
{\displaystyle \Delta {\frac {\Phi }{c^{2}}}={\frac {1}{2}}\kappa \left(\rho +3P\right)},
donde la cantidad κ se llama constante cosmológica y vale:
{\displaystyle \kappa ={\frac {8\pi G}{c^{4}}}},
ρ y P corresponden respectivamente a la densidad de energía y de presión. Esto indica que es la energía y no la masa lo que produce el campo gravitacional, conforme a la célebre relación E=mc2 descubierta por Albert Einstein en 1905. Entre las consecuencias de esta relación, un cuerpo caliente (que contenga fotones y por lo tanto una densidad electromagnética no nula) genera un campo gravitacional más importante que un cuerpo idéntico a menor temperatura.
Lo anterior permite, bajo una interpretación newtoniana, asociar una cierta masa a una región en la cual la densidad de energía no es nula, aunque esta densidad de energía provenga de objetos sin masa. Así, un gas de fotones a temperatura ambiente (aproximadamente 300 kelvins) « pesa» alrededor de 6,81′10 -23kg·m-3, lo que resta una densidad totalmente despreciable con respecto a la del aire. En casos extremos, sin embargo, la densidad de energía de un campo electromagnético sí puede ser considerable, como en la superficie de una estrella de neutrones con un campo magnético muy fuerte (un pulsar X anormal), que puede llegar a ser de 108 teslas, la densidad de energía asociado puede alcanzar valores del orden de varias decenas de toneladas por metro cúbico. Estas densidades son igualmente débiles, en el contexto de una estrella de neutrones, para la cual la densidad central está estimada en el orden de 1014 toneladas por metro cúbico.

## Cosmología
El concepto de densidad de energía es crucial en cosmología, pues existe un relación entre una cantidad que describe la geometría del espacio (la curvatura espacial), la densidad de energía total, y la tasa de expansión del universo.
La densidad de energía de una especie evoluciona en el curso del tiempo de manera diferente según sus características. La evolución temporal de la densidad de energía está descrita por una ecuación impropiamente llamada ecuación de conservación. En un universo homogéneo e isótropo se escribe
{\displaystyle {\frac {\partial \rho }{\partial t}}=-3H(P+\rho )},
donde P es la presión de la especie considerada y H es la tasa de expansión del universo.